# Зрительный тракт
Зрительный тракт (лат. tractus opticus, PNA, BNA, JNA) — пучок нервных волокон, начинающийся от зрительного перекреста и заканчивающийся в подкорковых центрах зрительного анализатора — латеральном коленчатом теле, подушке таламуса и верхнем холмике крыши среднего мозга; входит в состав проводящего пути зрительного анализатора.
Состоит из левого и правого зрительных трактов. По зрительному тракту передается информация, относящаяся ко всему полю зрения, причём правый тракт передаёт информацию от левого зрительного поля (левых половин сетчатки обоих глаз), а левый тракт — от правого зрительного поля (правых половин сетчатки обоих глаз). Левая часть поля зрения формируется латеральными волокнами зрительного нерва правого глаза и медиальными волокнами зрительного нерва левого глаза, а правая часть поля зрения — латеральными волокнами зрительного нерва левого глаза и медиальными волокнами зрительного нерва правого глаза.

## Строение

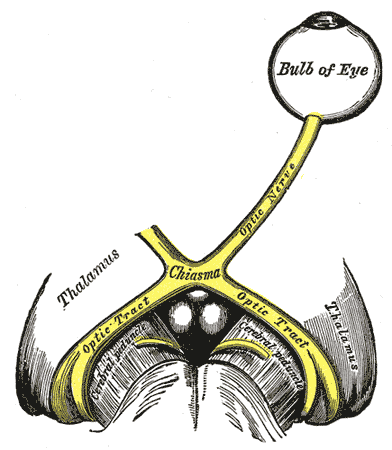
зрительные нервы, зрительный перекрёст и зрительный тракт

Аксоны ганглиозных клеток сетчатки глаза, образующие зрительный нерв (лат. nervus opticus), идут к основанию передней части гипоталамуса, где правый и левый зрительные нервы сходятся вместе, образуя зрительный перекрест (chiasma opticum). В нём происходит частичный перекрест волокон правого и левого зрительных нервов с их разделением на перекрещивающиеся и неперекрещивающиеся пучки. Следует отметить, что перекрещиваются только приблизительно 2/3 части медиально расположенных нервных волокон. Остальная примерно 1/3 часть латерально расположенных волокон не перекрещивается и далее направляется в зрительный тракт на своей стороне. Неполный перекрест в проводящих путях зрительного анализатора обладает важным физиологически значением — позволяет передавать зрительную информацию в виде нервных импульсов из каждого глазного яблока в оба полушария мозга. Таким образом обеспечивается бинокулярное зрение и возможность синхронного движения глазных яблок.
Зрительный тракт передает информацию от сетчатки, относящуюся ко всему полю зрения. В частности, левый зрительный тракт соответствует правому полю зрения, а правый зрительный тракт соответствует левому полю зрения. Для формирования правого поля зрения латеральные (боковые) волокна зрительного нерва от сетчатки левого глаза и медиальные волокна зрительного нерва от сетчатки правого глаза образуют левый зрительный тракт, а для формирования левого поля зрения латеральные волокна зрительного нерва от сетчатки правого глаза и медиальные волокна зрительного нерва от сетчатки левого глаза.
Таким образом в составе каждого зрительного тракта проходят нервные волокна, несущие импульсы от клеток медиальной половины сетчатки противоположного глаза и латеральной (боковой) половины глаза своей стороны.
| Зрительный тракт | Поле зрения | Латеральные волокна зрительного нерва от сетчатки | Медиальные волокна зрительного нерва от сетчатки |
| Левый            | Правый      | Левый                                             | Правый                                           |
| Правый           | Левый       | Правый                                            | Левый                                            |

Каждый зрительный тракт после зрительного перекреста проходит медиально и сзади от переднего продырявленного вещества, затем огибает ножку мозга сбоку и заканчивается тремя пучками, направляющимися к подкорковым центрам зрения — в верхние холмики крыши среднего мозга и их ядра, в латеральные коленчатые тела и в задние ядра таламуса.

## Автономность
Некоторые вегетативные глазодвигательные реакции согласованы друг с другом. Зрительный тракт в первую очередь отвечает за передачу зрительной информации в латеральное коленчатое тело (LGN), но он также частично отвечает за передачу этих двусторонних вегетативных рефлексов, включая световой и темновой зрачковый рефлекс.

### Зрачковый рефлекс на свет
Зрачковый рефлекс на свет является вегетативным рефлексом, который контролирует диаметр зрачка и регулирует таким образом количество света, попадающего на сетчатку глаза. Более высокая интенсивность освещения вызывает сужение зрачка, при этом усиление световой стимуляции одного глаза вызывает сужение зрачков обоих глаз. Нервная схема зрачкового светового рефлекса включает зрительный тракт, который соединяет зрительный нерв с верхними холмиками крыши среднего мозга.

### Зрачковый темновой рефлекс
Зрачковый темновой рефлекс также является вегетативным рефлексом, который контролирует диаметр зрачка в зависимости от освещённости. Более низкая освещённость вызывает расширение зрачков, а снижение световой стимуляции одного глаза вызывает расширение зрачков обоих глаз. Точно так же рефлекторная дуга зрачкового темнового рефлекса включает зрительный тракт, который соединяет зрительный нерв с гипоталамусом.

## Повреждения и патологии

### Поражения
Поражения в зрительном тракте соответствуют выпадению полей зрения в левой или правой половине вертикальной срединной линии, что также известно как гомонимная гемианопсия. Поражение левого зрительного тракта вызывает правостороннюю гомонимную гемианопсию, а поражение правого зрительного тракта вызывает левостороннюю гомонимную гемианопсию.  К возможным причинам повреждения зрительного тракта относятся: инсульт, врожденные дефекты, опухоли, инфекция и хирургическое вмешательство.  Для восстановления нарушений поля зрения в результате необратимого повреждения зрительного тракта применяются периферические призматические расширители и восстановительная терапия.

### Разделение полушарий мозга
У некоторых пациентов с разделенными полушариями мозга, перенесших операцию каллозотомии для лечения тяжелой эпилепсии, информация из одного зрительного тракта не передается в оба полушария. Например, пациент с разделенными полушариями, которому показывают изображение в левом поле зрения, не сможет произнести вслух то, что он видел, поскольку центр управления речью находится в левом полушарии мозга.

### Зрачковые рефлексы
Зрачковые рефлексы, особенно зрачковый рефлекс на свет, являются мощным диагностическим инструментом, часто используемым в клинической и неотложной медицинской практике. Отсутствие равномерного согласованного сужения зрачка при воздействии светового раздражителя, особенно явление зрачка Маркуса Ганна, может свидетельствовать о повреждении зрительного нерва, смерти ствола мозга или промежуточном повреждении зрительного тракта.

## Галерея

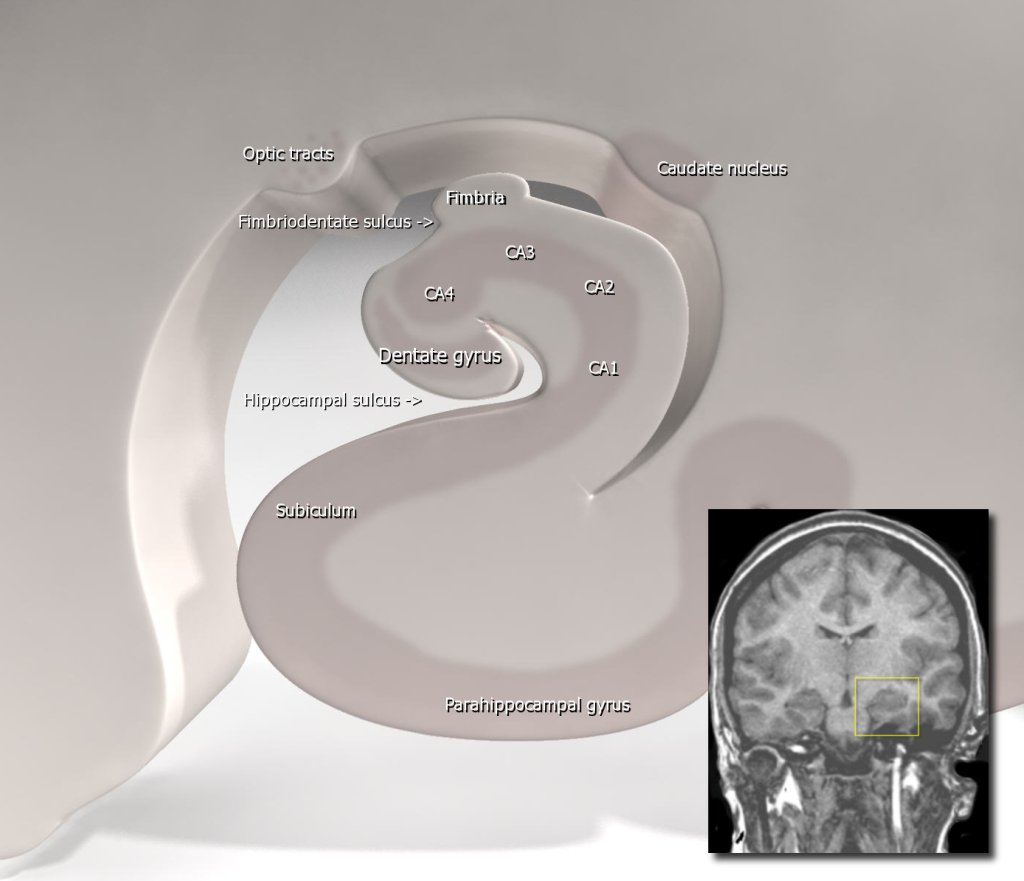
Схема гиппокампа
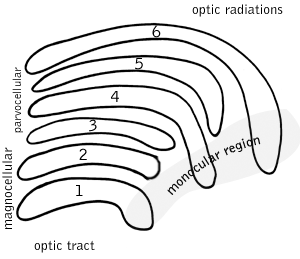
Схематическая диаграмма ядра латерального коленчатого тела приматов
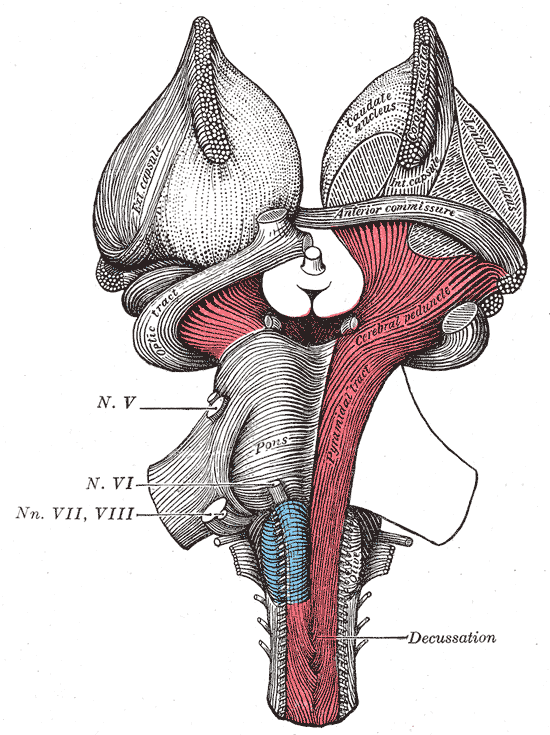
Поверхностное рассечение ствола головного мозга. Вентральный вид
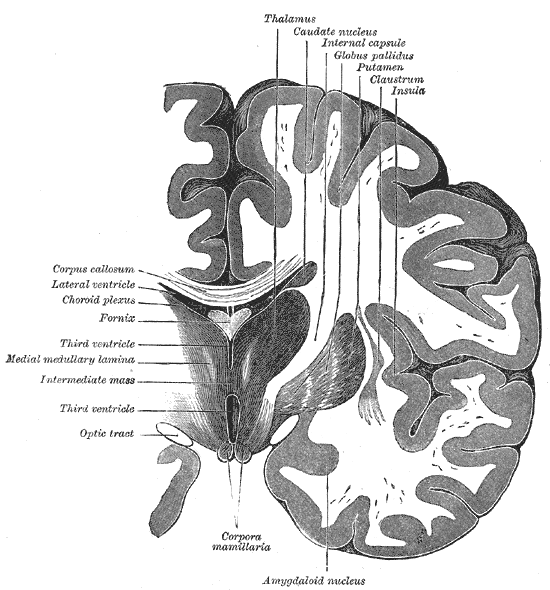
Корональный срез головного мозга через промежуточную массу третьего желудочка
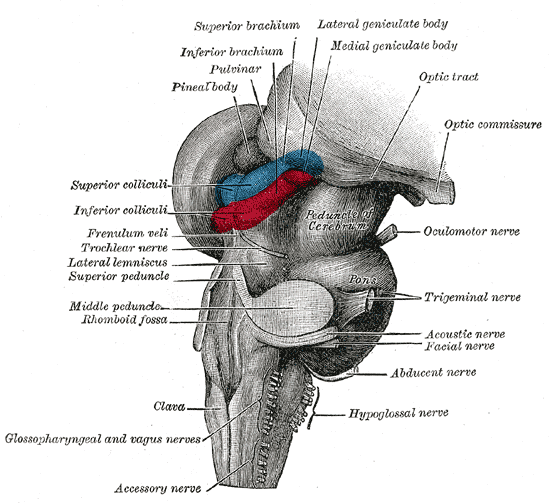
Задний и средний мозг; задне-боковой вид
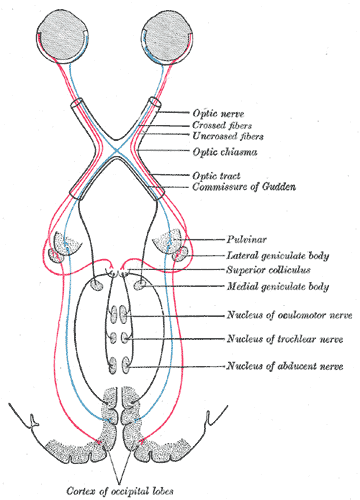
Схема, показывающая центральные соединения зрительных нервов и зрительных трактов
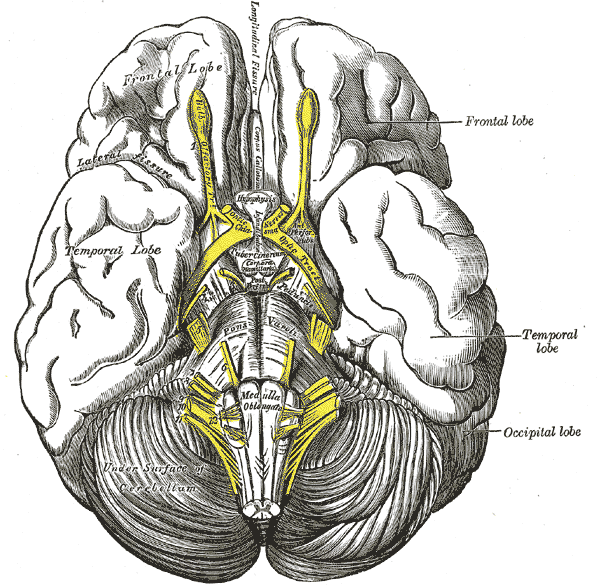
Основание мозга
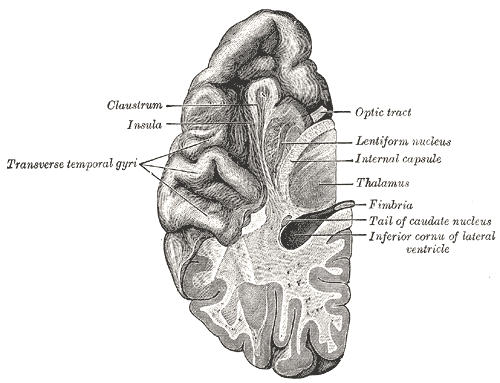
Срез головного мозга, показывающий верхнюю поверхность височной доли
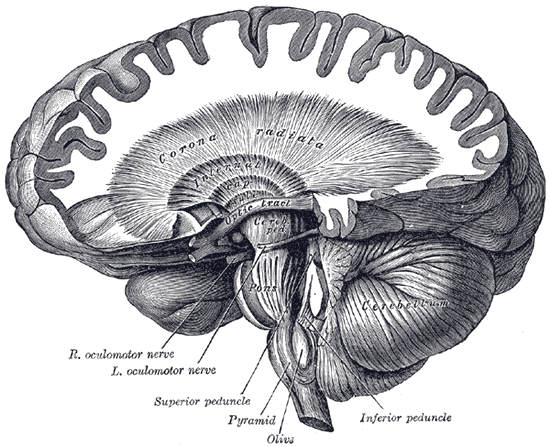
Диссекция, показывающая ход спинномозговых волокон
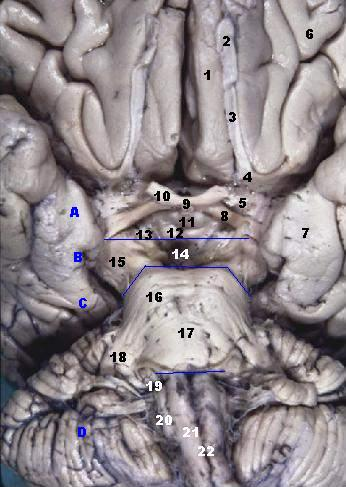
Вид спереди ствола головного мозга человека
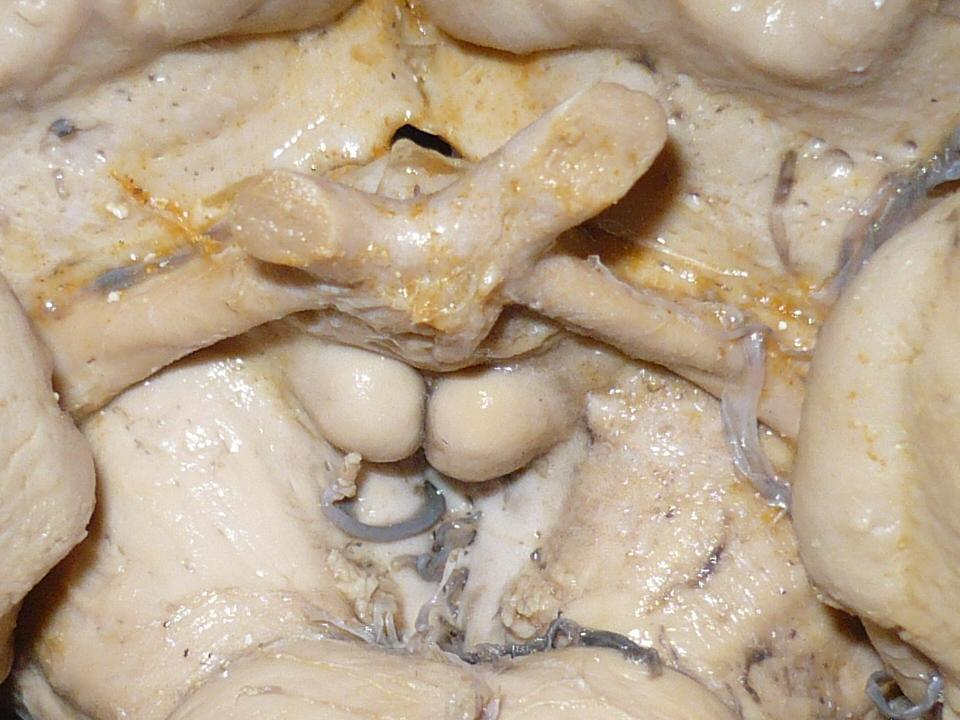
Зрительный тракт и зрительный нерв
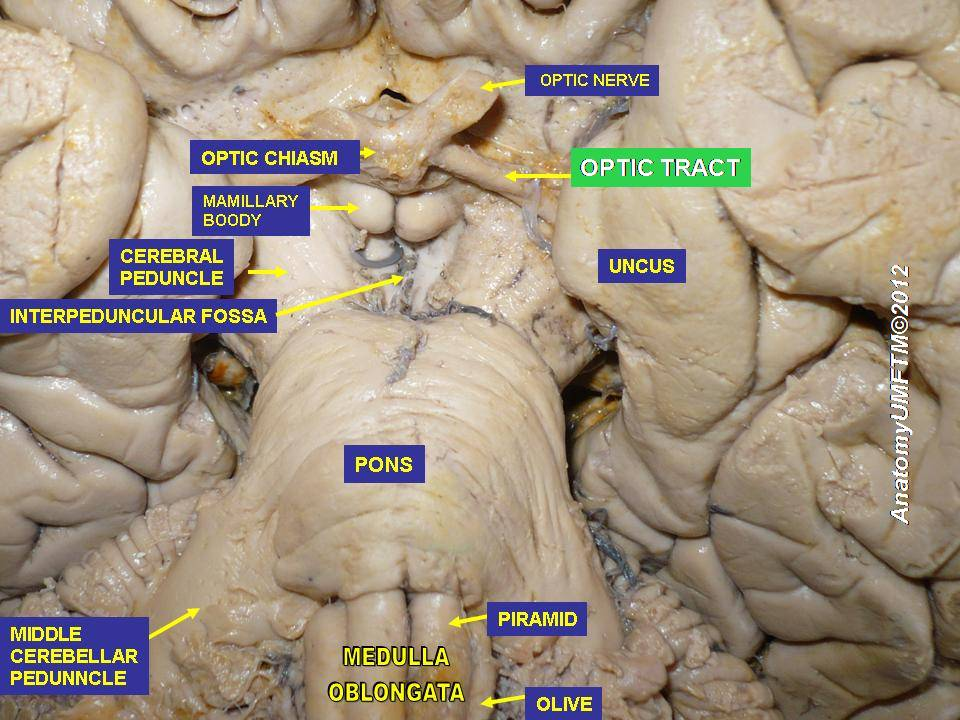
Зрительный тракт
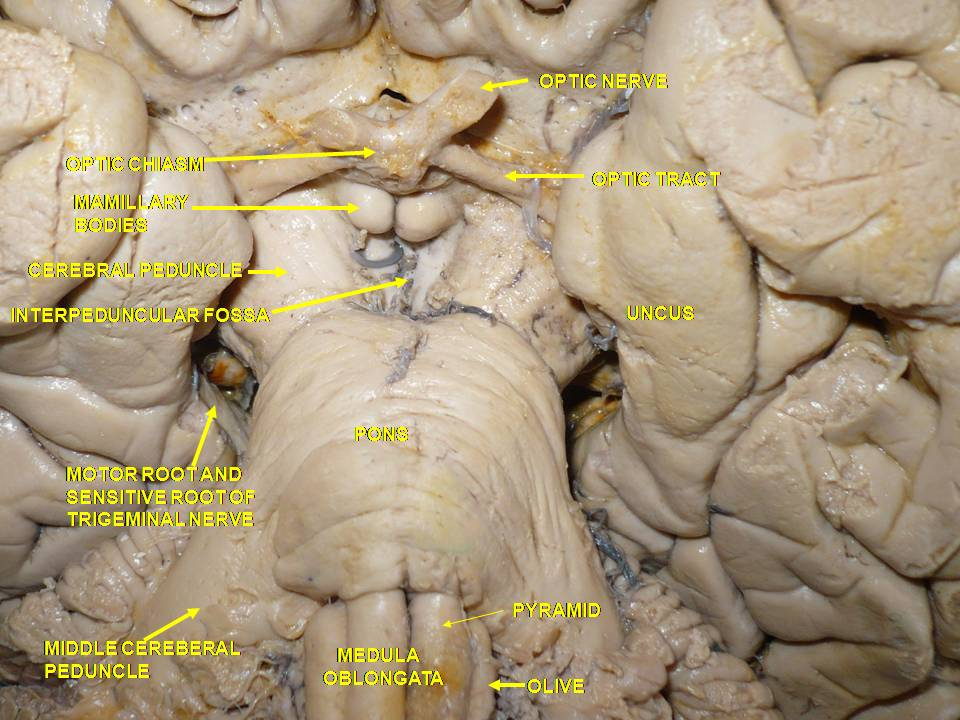
Головной мозг. Глубокое рассечение. Нижняя диссекция
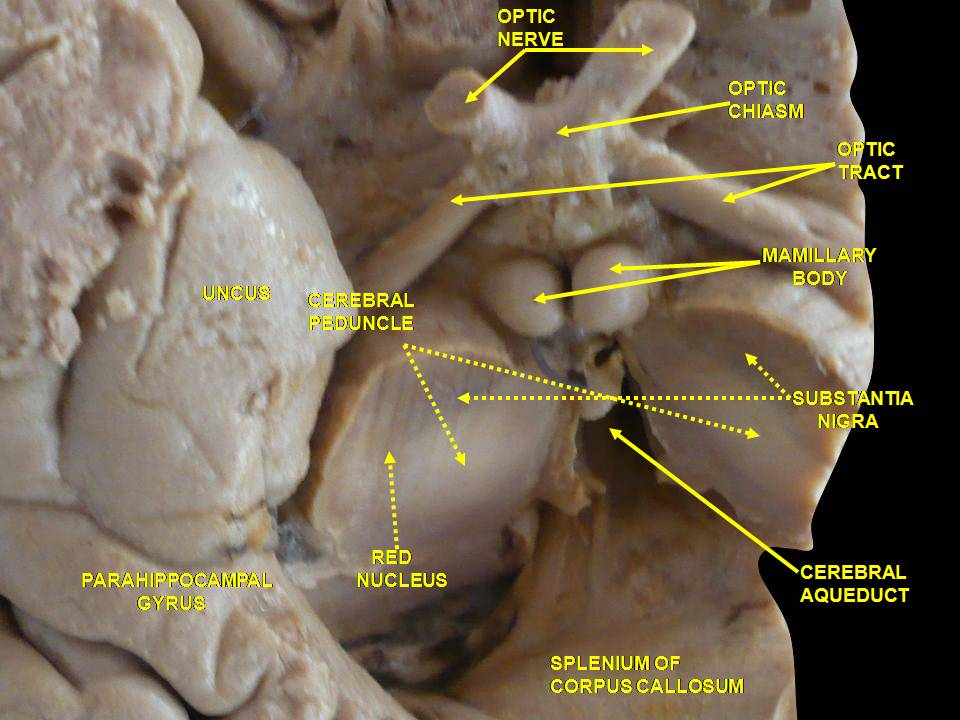
Ножка мозга, щель зрительного нерва, водопровод мозга. Низкий вид. Глубокое рассечение
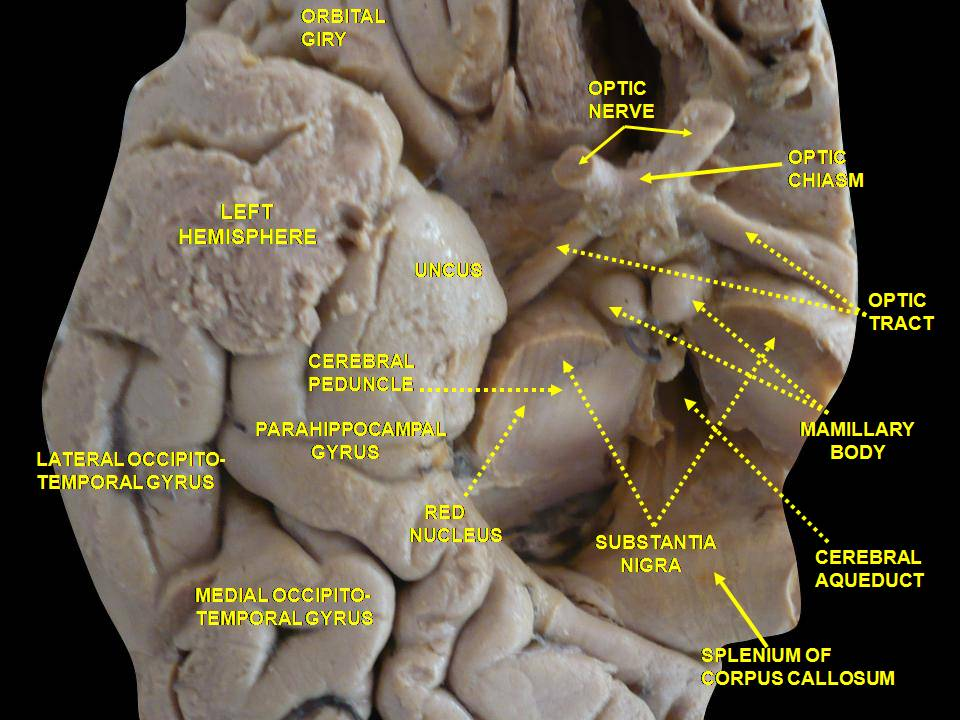
Ножка мозга, щель зрительного нерва, водопровод мозга. Низкий вид. Глубокое рассечение
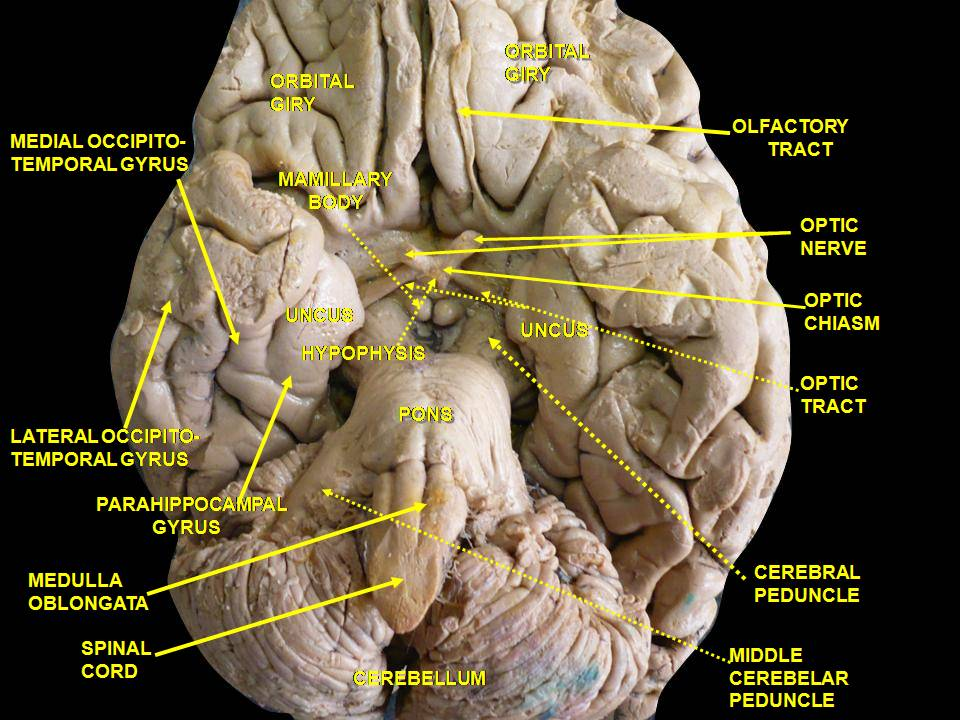
Головной мозг. Вид снизу. Глубокая диссекция
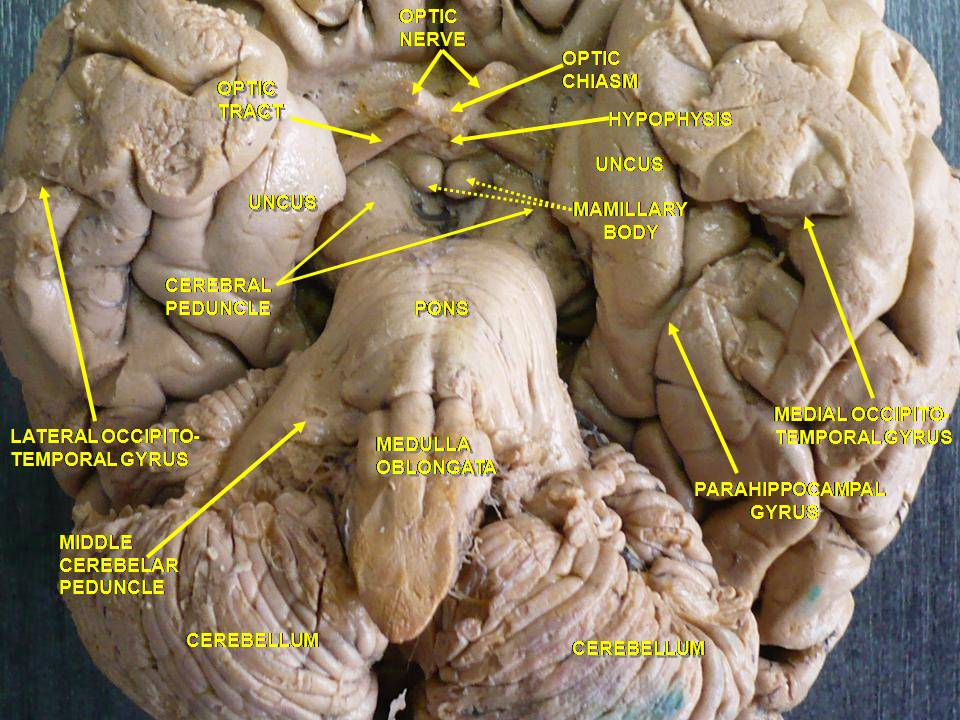
Головной мозг. Вид снизу. Глубокая диссекция
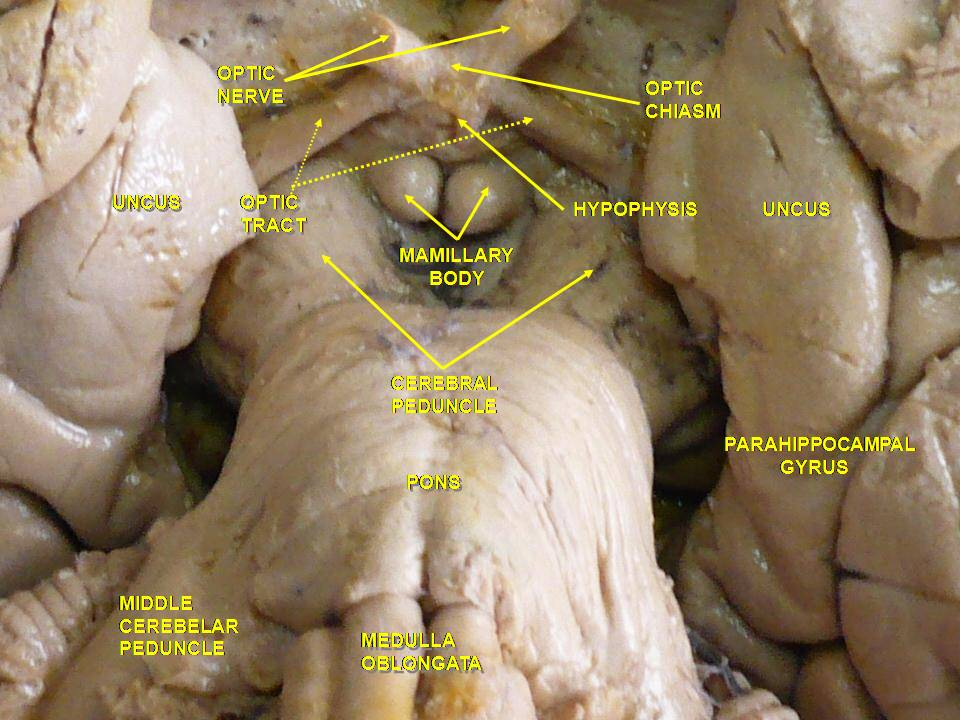
Головной мозг. Вид снизу. Глубокая диссекция
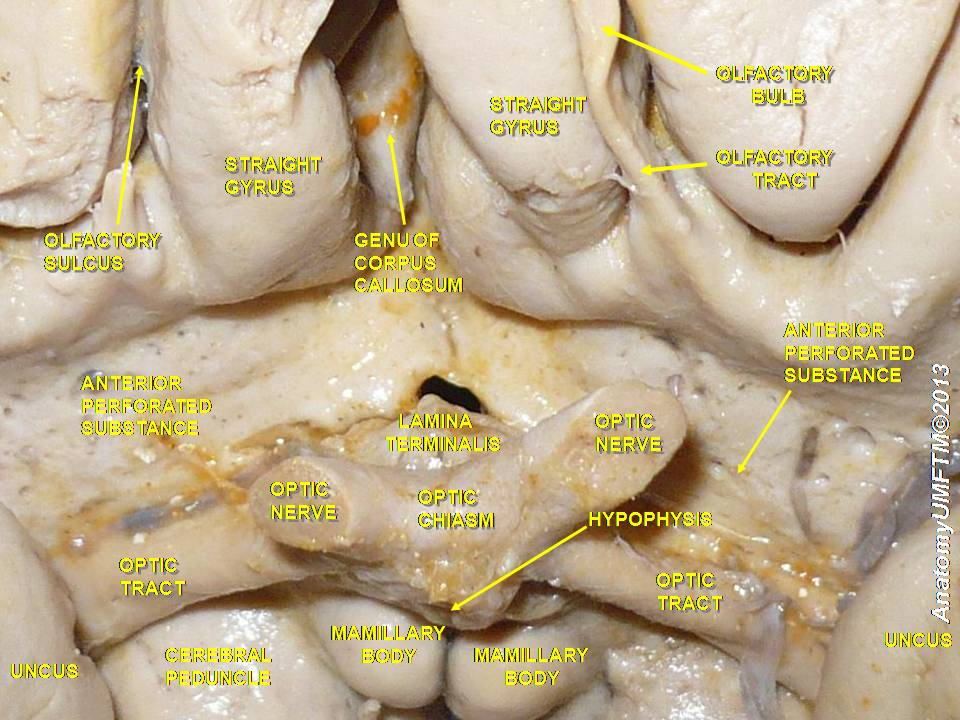
Головной мозг. Нижний вид. Глубокое рассечение
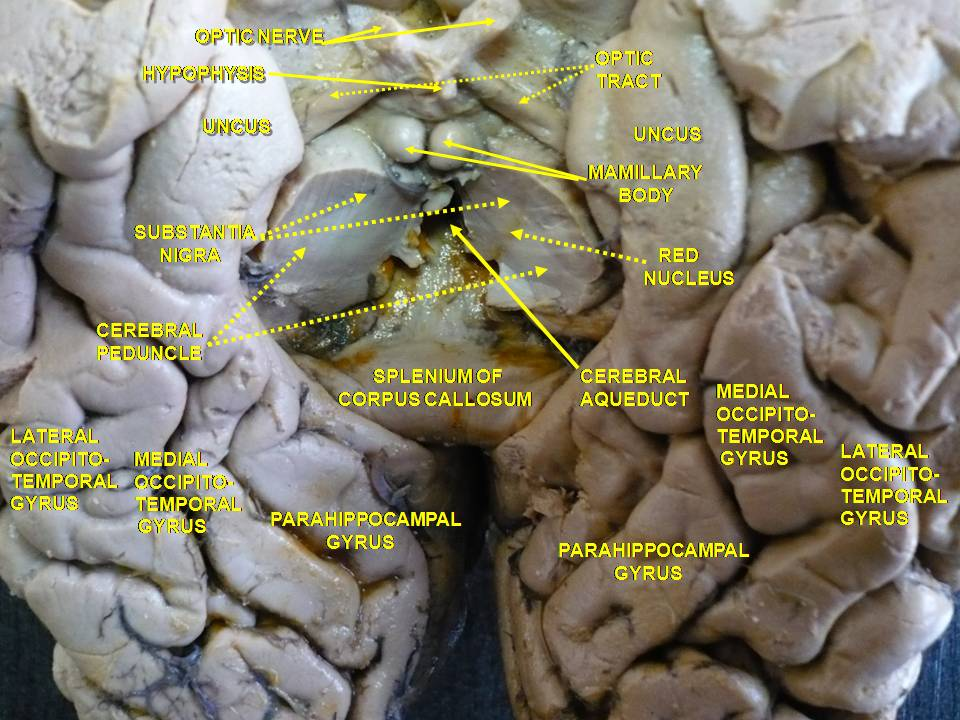
Головной мозг. Нижний вид. Глубокое рассечение